# Cathédrale Saint-Pierre-et-Saint-Paul de Pécs
Cette  cathédrale n’est pas la seule cathédrale Saint-Pierre-et-Saint-Paul.
La cathédrale Saint-Pierre-et-Saint-Paul de Pécs (en hongrois : pécsi Szent Péter és Szent Pál székesegyház) est l'église cathédrale du diocèse catholique de Pécs, dans le sud de la Hongrie.
Elle a été construite à Pécs en 1882.